# 제3차 실레시아 전쟁

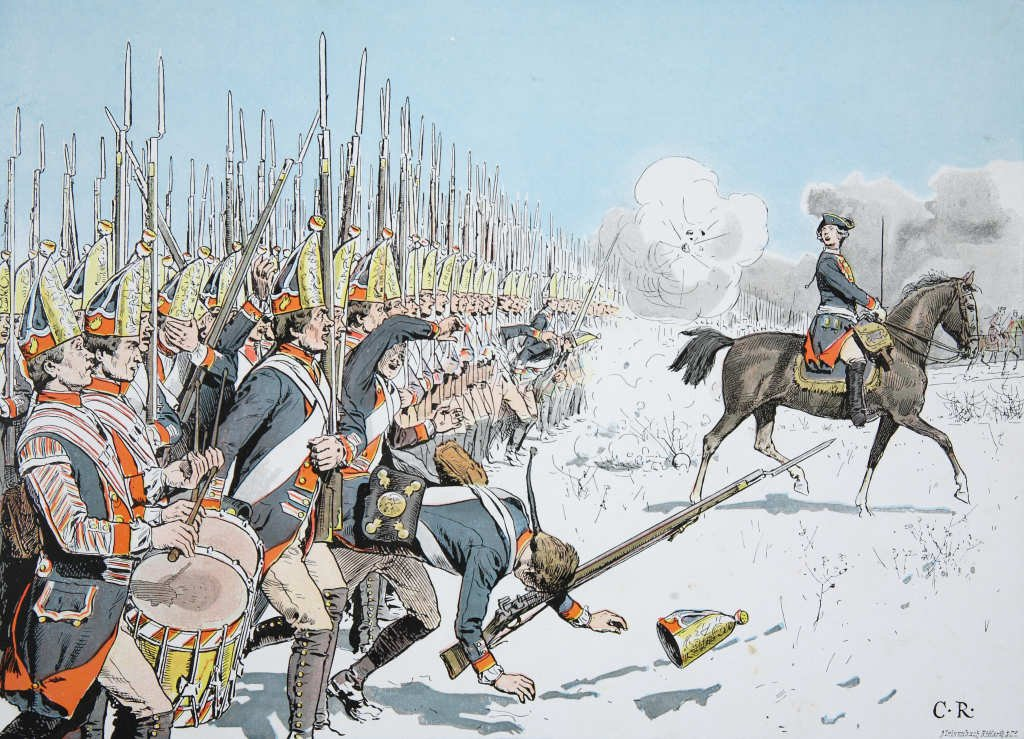

제3차 실레시아 전쟁(독일어: Dritter Schlesischer Krieg)은 1756년부터 1763년까지 지속된 프로이센 왕국과 오스트리아(동맹국 포함) 사이의 전쟁으로, 프로이센이 실레시아 지역(현재 폴란드 남서부)에 대한 지배권을 확고히 했다. 전쟁은 주로 실레시아, 보헤미아, 어퍼작센에서 벌어졌으며, 7년 전쟁의 하나의 전역을 형성했다. 이는 18세기 중반 프리드리히 대왕의 프로이센과 마리아 테레지아의 오스트리아 사이에 벌어진 세 번의 실레지아 전쟁 중 마지막 전쟁으로, 세 번의 전쟁 모두 프로이센이 실레시아를 지배하게 되었다.
이 갈등은 지난 10년간의 제1차 및 제2차 실레시아 전쟁의 연속으로 볼 수 있다. 엑스라샤펠 조약으로 오스트리아 왕위 계승 전쟁이 끝난 후, 오스트리아는 프로이센과의 새로운 전쟁을 준비하기 위해 광범위한 개혁을 단행하고 전통적인 외교 정책을 뒤집었다. 이전 실레지아 전쟁과 마찬가지로 분쟁을 촉발한 특별한 사건은 없었다. 오히려 프로이센은 적의 계획을 방해하기 위해 기회주의적으로 공격했다. 피와 보물에 대한 전쟁의 비용은 양쪽 모두 높았고, 주요 교전국 중 어느 쪽도 더 이상 분쟁을 지속할 수 없을 때 결론적으로 끝나지 않았다.
전쟁은 1756년 중반 프로이센의 작센 침공으로 시작되었고, 1763년 후베르투스부르크 조약으로 프로이센의 외교적 승리로 끝났으며, 이로써 프로이센의 실레시아 지배권이 확정되었다. 이 조약으로 영토에는 변화가 없었지만, 오스트리아는 마리아 테레지아의 아들 요제프 대공을 신성 로마 제국 황제로 선출하는 데 대한 프로이센의 지지에 대한 대가로 실레시아에서 프로이센의 주권을 인정하기로 동의했다. 이 갈등은 100년 이상 독일 정치를 형성하게 된 현재 진행 중인 오스트리아-프로이센 경쟁의 일부를 형성했다. 전쟁은 유럽의 주요 강대국으로 널리 인정받은 프로이센과 뛰어난 군 사령관으로서의 명성을 확고히 한 프리드리히의 위신을 크게 높였다.